# 하찬석
하찬석(河燦錫, 1948년 12월 20일~2010년 9월 14일)은 대한민국의 바둑 기사로, 바둑 수업 유학 당시의 일본 이름은 에모토 마사오(河本正夫)이고, 1967년 20세로 프로 바둑에 입단했으며, 친갓댁 연고지는 경상남도의 합천군이다.

## 약력
1963년 일본에 건너가 기타니 미노루(木谷實) 문하에 들어가 바둑을 배웠다. 1967년에 입단하였고 1970년 한국에 돌아왔다. 1973년 제18기 국수전, 제8기 왕위전에 우승을 한 이후 1974년 제19기 국수전과 1985년 제2기 박카스배, 1986년 제5기 바둑왕전 등에서 우승을 차지했다. 1987년 8단으로 승단했고, 1992년 8단전에서 우승을 했다. 2003년 9단으로 승단했다.
2010년 9월 지병인 직장암으로 별세했다. 하찬석 9단의 이름을 딴 바둑 대회로 하찬석 국수배 영재바둑대회가 합천군이 후원하고 한국기원이 주최하여 2013년부터 열리고 있다.